# Sedm špicí
Sedm špicí je skupina rulových skal 1 km jihovýchodně od obce Přísečná v okrese Český Krumlov. Skály se vypínají nad levým břehem Vltavy v místě, kde řeka vytváří zaklesnutý meandr.

## Horolezectví

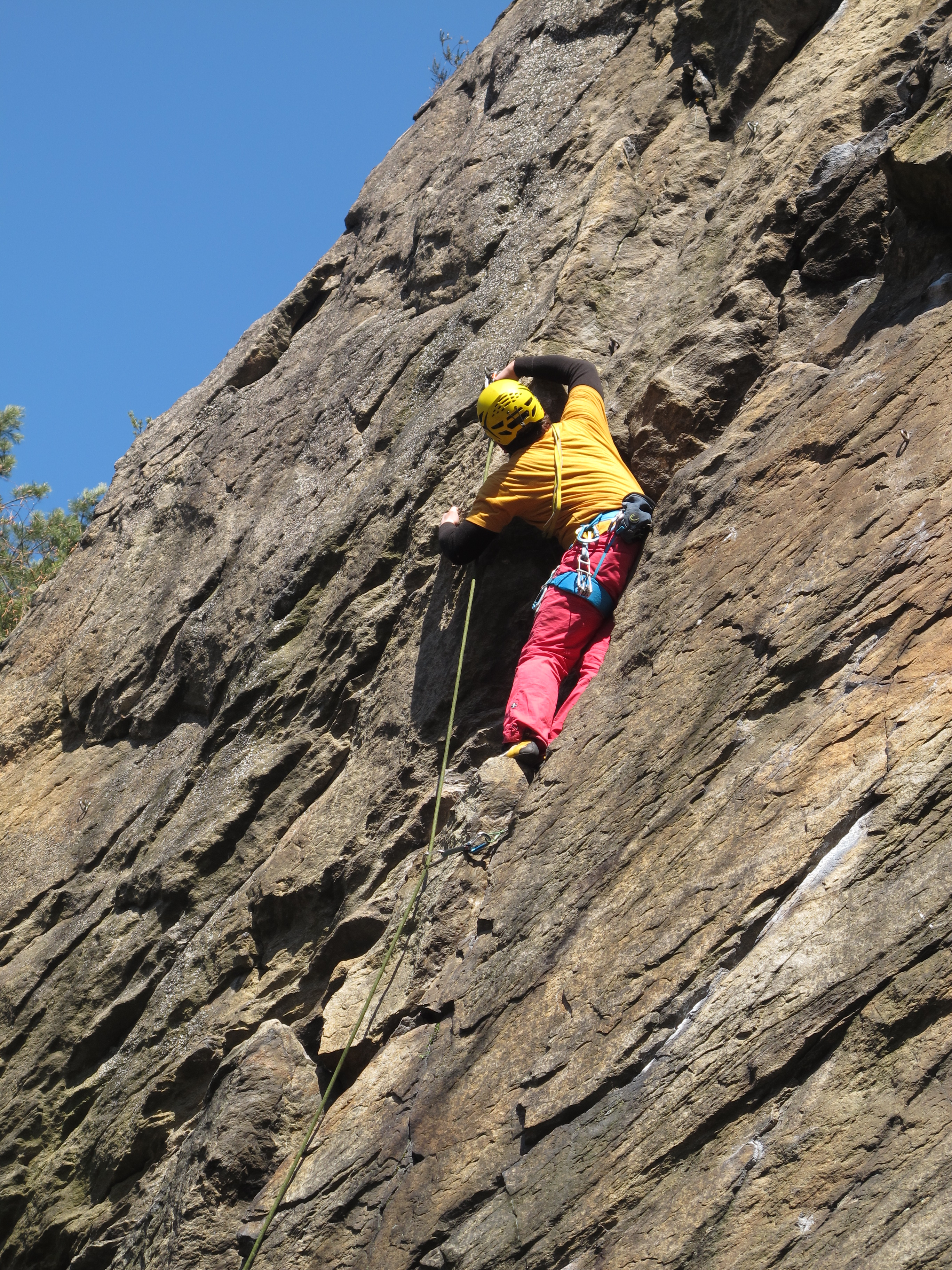
Lezení na sedmém špici, cesta "Varianta JZ hrany", 5+ UIAA

Sedm Špicí představuje lezeckou oblast. Nejvíce lezeckých cest je na Sedmém špicu. Lezecké cesty vedou po lištách a oblinách, jsou osazeny kruhy a nýty, délka cest je od 10 do 30 metrů.